# Isabella Amara
Isabella Amara (9 de octubre de 1998) es una actriz y cantante estadounidense, conocida por su trabajo como secundaria en Spider-Man: Homecoming y como protagonista en Wilson.

## Carrera
Amara se interesó por la actuación a temprana edad mientras participaba de obras comunales. Desde entonces ha tenido breves actuaciones en películas como Joyful Noise, Barely Lethal, Middle School: The Worst Years of My Life y The Boss, interpretando a la versión adolescente de Michelle Darnell (Melissa McCarthy).
En 2017, apareció en el filme cómico-dramático Wilson, encarnando a la hija de los personajes de Woody Harrelson y Laura Dern, y tuvo un rol como Sally Avril en Spider-Man: Homecoming. Volvió a interpretar a Sally Avril en Avengers: Infinity War (2018).
En 2022, apareció como Luna en los dos últimos episodios de la segunda temporada de la serie dramática para adolescentes Euphoria.

## Filmografía
| Año  | Título                                               | Papel                                                     | Notas                                                                           |
| ---- | ---------------------------------------------------- | --------------------------------------------------------- | ------------------------------------------------------------------------------- |
| 2012 | Joyful Noise                                         | Miembro del coro de Nuestra Señora de la Lágrima Perpetua |                                                                                 |
| 2013 | Empire State                                         | Joven Vicky                                               | Sin acreditar                                                                   |
| 2015 | Barely Lethal                                        | Heckler #2                                                |                                                                                 |
| 2016 | The Boss                                             | Michelle a los 15 años de edad                            |                                                                                 |
| 2016 | Middle School: The Worst Years of My Life            | Heidi                                                     |                                                                                 |
| 2017 | Wilson                                               | Claire                                                    | Protagonista                                                                    |
| 2017 | Spider-Man: Homecoming                               | Sally Avril                                               |                                                                                 |
| 2017 | The Tale                                             | Franny                                                    |                                                                                 |
| 2018 | Alex Strangelove                                     | Gretchen                                                  |                                                                                 |
| 2018 | Avengers: Infinity War                               | Sally Avril                                               |                                                                                 |
| 2022 | Vengeance                                            | Paris                                                     |                                                                                 |
| 2022 | Spider-Man: No Way Home (The More Fun Stuff Version) | Sally Avril                                               | Versión extendida del estreno de 2021; imágenes de archivo: escena poscréditos. |